# NGC 4179
NGC 4179 ist eine Linsenförmige Galaxie vom Hubble-Typ S0 im  Sternbild Jungfrau auf der Ekliptik. Sie ist schätzungsweise 54 Millionen Lichtjahre von der Milchstraße entfernt und hat einen Durchmesser von etwa 70.000 Lichtjahren. Gemeinsam mit sechs weiteren Galaxien bildet sie die NGC 4123-Gruppe (LGG 275).
Das Objekt wurde am 24. Januar 1784 von William Herschel entdeckt.